# Laurence B. Keiser

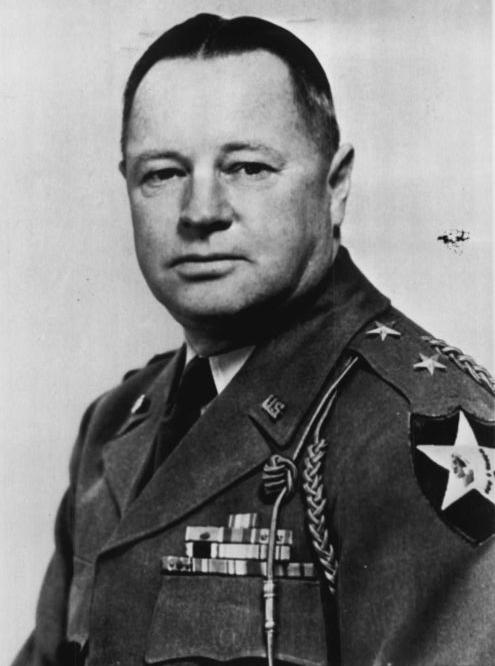
Laurence B. Keiser

Laurence Bollon Keiser (* 1. Juni 1895 in Philadelphia, Pennsylvania; † 20. Oktober 1969 in San Francisco, Kalifornien) war ein Generalmajor der United States Army. Er war unter anderem Kommandeur der 2. und der 5. Infanteriedivision.
Laurence Keiser war ein Sohn von Elmer Edgar Keiser (1863–1954) und dessen Frau Jeanie Deans (1867–1941). In den Jahren 1913 bis 1917 durchlief er die United States Military Academy in West Point. Nach seiner Graduation wurde er als Leutnant in das Offizierskorps des US-Heeres aufgenommen. In der Armee durchlief er anschließend alle Offiziersränge vom Leutnant bis zum Zwei-Sterne-General.
Im Lauf seiner militärischen Karriere absolvierte Keiser verschiedene Kurse und Schulungen. Dazu gehörten unter anderem der Infantry Company Officers’ Course, der Infantry Officer Advanced Course und das Command and General Staff College.
Gleich zu Beginn seiner Laufbahn wurde Keiser mit den Amerikanischen Expeditionsstreitkräften im Ersten Weltkrieg eingesetzt. Dabei wurde er vorübergehend zum Hauptmann und Kommandeur eines Bataillons der 5. Infanteriedivision befördert. In den Jahren 1920 bis 1922 war er in Tianjin in China stationiert. Danach war er unter anderem Dozent an der Militärakademie in West Point und Kommandeur verschiedener Einheiten auf der unteren und mittleren Kommandoebene.
Zwischen Juni 1939 und April 1942 war er Stabsoffizier im 29. Infanterieregiment. In diese Zeit fiel der amerikanische Eintritt in den Zweiten Weltkrieg. Vom 20. April 1942 bis zum 19. September 1943 war Keiser Stabschef beim III. Korps, das damals noch nicht aktiv am Kriegsgeschehen beteiligt war, sondern auf einen kommenden Einsatz vorbereitet wurde. Im weiteren Verlauf erhielt Keiser die Stelle des Stabschefs beim VI. Korps die er bis Mitte Februar 1944 behielt. Mit seinem Korps war er an der Alliierten Invasion in Italien und am Beginn des Italienfeldzugs beteiligt. Es folgte eine Versetzung zur 4. Armee in Fort Sam Houston. Bei diesem Verband bekleidete Keiser das Amt des Stabschefs bis Ende Juni 1946. Diese Armee war damals nicht aktiv am Kriegsgeschehen beteiligt.
Anschließend war Laurence Keiser bis 1948 Mitglied der amerikanischen Beratungsgruppe für China (Director of Ground, American Advisory Group to China). Später wurde er zunächst Stabsoffizier und dann Kommandeur der 2. Infanteriedivision, die im Koreakrieg eingesetzt war. Die Division war in heftige Gefechte verwickelt und hatte schwere Verluste. Dabei geriet Keiser bei seinen Vorgesetzten mehr oder weniger in Ungnade, da man ihn für tatsächliche oder angebliche militärische Fehler verantwortlich machte. Schließlich wurde er formal aus gesundheitlichen Gründen im Dezember 1950 von diesem Kommando entbunden.
Danach erhielt Keiser das Kommando über die 5. Infanteriedivision, die damals in Deutschland stationiert war. Dieses Kommando bekleidete er zwischen März 1951 und November 1952. Danach kommandierte er für kurze Zeit die Indiantown Gap Military Reservation in Pennsylvania. Im Jahr 1953 schied er aus dem aktiven Militärdienst aus.
Laurence Keiser starb am 20. Oktober 1969 in San Francisco und wurde auf dem Friedhof der Militärakademie in West Point beigesetzt.

## Orden und Auszeichnungen
Laurence Keiser erhielt im Lauf seiner militärischen Laufbahn unter anderem die Orden Silver Star und Legion of Merit verliehen.